# 长梗赤车
长梗赤车（学名：Pellionia longipedunculata）为荨麻科赤车属下的一个种。

## 扩展阅读
- 維基物種上的相關：长梗赤车